# Merbau (Lubuk Batang)
Merbau is een bestuurslaag in het regentschap Ogan Komering Ulu van de provincie Zuid-Sumatra, Indonesië. Merbau telt 3708 inwoners (volkstelling 2010).